# Waarder
Waarder (52° 04′ N, 4° 49′ L) é uma cidade dos Países Baixos, na província de Holanda do Sul. Waarder pertence ao município de Reeuwijk, e está situada a 5 km southwest of Woerden.
Em 2001, a cidade de Waarder tinha 1143 habitantes. A área urbana da cidade é de 0.18 km², e tem 416 residências.
A área de Waarder, que também inclui as partes periféricas da cidade, bem como a zona rural circundante, tem uma população estimada em 1250 habitantes.